# Сунчева и месечева слова
У арапском и малтешком језику, сугласници су подељени у две групе, на сунчева или соларна (арап. حروف شمسية ḥurūf shamsīyah) и месечева или лунарна слова (حروف قمرية ḥurūf qamarīyah), а њихова припадност једној од ове две групе се заснива на њиховој асимилацији или изостајању асимилације са словом lām (ل l) одређеног члана који му претходи al- (الـ). Ова имена су настала због чињенице да се у речи која означава појам 'сунце', al-shams, врши асимилација слова lām, док се у речи која означава 'месец', al-qamar она не врши.

## Правило
Када иза њега иде сунчево слово, lām одређеног члана у арапском језику al- врши асимилацију са сугласником именице која следи, што као резултат даје дуплирани сугласник. На пример, "Нил" се неће изговарати al-Nīl, већ an-Nīl. Када након одређеног члана следи месечево слово не долази до асимилације.
Сунчева слова представљају све короналне сугласнике осим ج (ğīm). С обзиром да се члан al- завршава короналним сугласником, он се оком асимилације губи због другог короналног сугласника.
Сунчева и месечева слова су приказана у овој табели:
| Сунчева слова  | ﺕ | ﺙ | ﺩ | ﺫ | ﺭ | ﺯ | ﺱ | ﺵ | ﺹ | ﺽ | ﻁ | ﻅ | ﻝ | ﻥ |
| Сунчева слова  | t | ṯ | d | ḏ | r | z | s | š | ṣ | ḍ | ṭ | ẓ | l | n |
|                |   |   |   |   |   |   |   |   |   |   |   |   |   |   |
| Месечева слова | ء | ﺏ | ﺝ | ﺡ | ﺥ | ﻉ | ﻍ | ﻑ | ﻕ | ﻙ | ﻡ | ﻭ | ﻱ | ه |
| Месечева слова | ʼ | b | ğ | ḥ | ẖ | ʿ | ġ | f | q | k | m | w | y | h |

### Слово ğīm
Слово ج (ğīm) се различито изговара у дијалектима арапског језика, при чему најчешће представља коронални сугласник  или . Међутим, у класичном арапском језику представља палатализовани звучни веларни плозив ɡʲ или звучни палатални плозив ɟ. Због тога је класификовано као месечево слово, те се никада не асимилира са чланом. У језичким варијететима где се ج изговара као , сунчева слова још увек формирају природну врсту, с обзиром да обухватају све короналне сугласнике.

## Ортографија
У писаном језику, ال al- остаје присутно без обзира на то како се изговара. Када се користи пуна вокализација, асимилација се означава сављањем шеде (ar:شَدَّة) или тешдида (ar:تَشْدِيد) на сугласник који следи након lām, а њено изосајање писањем сукуна (ar:سُكُون) изнад lām.
| Сунчева слова | Сунчева слова | Сунчева слова | Месечева слова | Месечева слова | Месечева слова |
| ------------- | ------------- | ------------- | -------------- | -------------- | -------------- |
| الشَّمْس         | ash-shams     | 'сунце'       | الْقَمَر          | al-qamar       | 'месец'        |
| الثِّقَة         | ath-thiqah    | 'поверење'    | الْمُرْجَان        | al-murjān      | 'корал'        |